# Championship Manager 2010
Championship Manager 2010 (CM 2010 o Championship Manager: Tu Entrenador 2010) és un videojoc de la saga Championship Manager basat en la simulació del futbol real. Va ser desenvolupat per Beautiful Game Studios i publicat per Eidos Interactive únicament per la plataforma de PC. El seu llançament es va produir l'11 de setembre de 2009, sent el primer joc de la saga en sortit a la venda des de 2007.